# Florence Harding
Florence Mabel Kling DeWolfe Harding (Marion (Ohio), 15 augustus 1860 - aldaar, 21 november 1924) was de echtgenote van Amerikaans president Warren G. Harding en de first lady van het land tussen 1921 en 1923.
Ze was de dochter van Amos Hall Kling, de rijkste man van het dorp en een succesvolle zakenman en zijn vrouw Louisa Bouton Kling. Op 19-jarige leeftijd liep ze weg met Henry DeWolfe en trouwde met hem. Ze waren buren en ze waren al sinds kindsbeen af bevriend. Er is echter nooit een officieel document gevonden dat hun huwelijk bevestigde dus er wordt getwijfeld of ze wel ooit echt getrouwd zijn geweest. Ze kregen een kind, Marshall Eugene DeWolfe (1880-1915), maar Florence verliet haar man omdat hij te veel geld uitgaf en een serieuze drinker was. In 1886 waren ze gescheiden en nam ze weer haar geboortenaam aan.
Ze wilde niet meer thuis wonen en verdiende geld door pianoles te geven aan kinderen uit de buurt. Haar vader kon het niet verkroppen dat zijn dochter werkte om geld te verdienen en deed haar een voorstel: ze kon terugkeren naar het huis met het kind dat dan opgevoed zou worden als haar broer. Omdat de combinatie opvoeden en werken niet gemakkelijk was, besloot ze om het voorstel aan te nemen. Ze bleef echter wel werken.
Een pianoleerling van haar was Charity Harding, de oudste zus van Warren G. Harding, de jonge uitgever van de enige krant uit de stad: Marion Daily Star. In 1891 trouwden Warren en Florence, ze kregen geen eigen kinderen maar Marshall Eugene woonde geregeld bij hen. Hij keek erg op naar zijn stiefvader en wilde later zelf uitgever worden.
Florence begon ook voor de krant te werken. Het ging ook goed met de politieke carrière van haar man. Eerst in de politiek van de staat Ohio maar later werd hij ook senator. In 1920 nam hij deel aan de presidentsverkiezingen. Florence werkte hard voor haar man en zei dat haar man haar hobby was.
Toen ze naar het Witte Huis verhuisden, opende ze het Witte Huis en omliggende gronden weer voor het publiek. Tijdens de laatste maanden van de ambtstermijn van Wilson waren deze gesloten geweest omdat de president ziek was. Ondanks dat Florence een nierafwijking had, vervulde ze haar taak van first lady met verve. Ze gaf tuinfeestjes en hield pokeravonden met drank hoewel dat bij de wet verboden was.
Op een zakenreis in 1923 kreeg haar man een beroerte en stierf. Zelf overleed ze een jaar later door haar nierafwijking.